# 4 Pułk Strzelców Podhalańskich

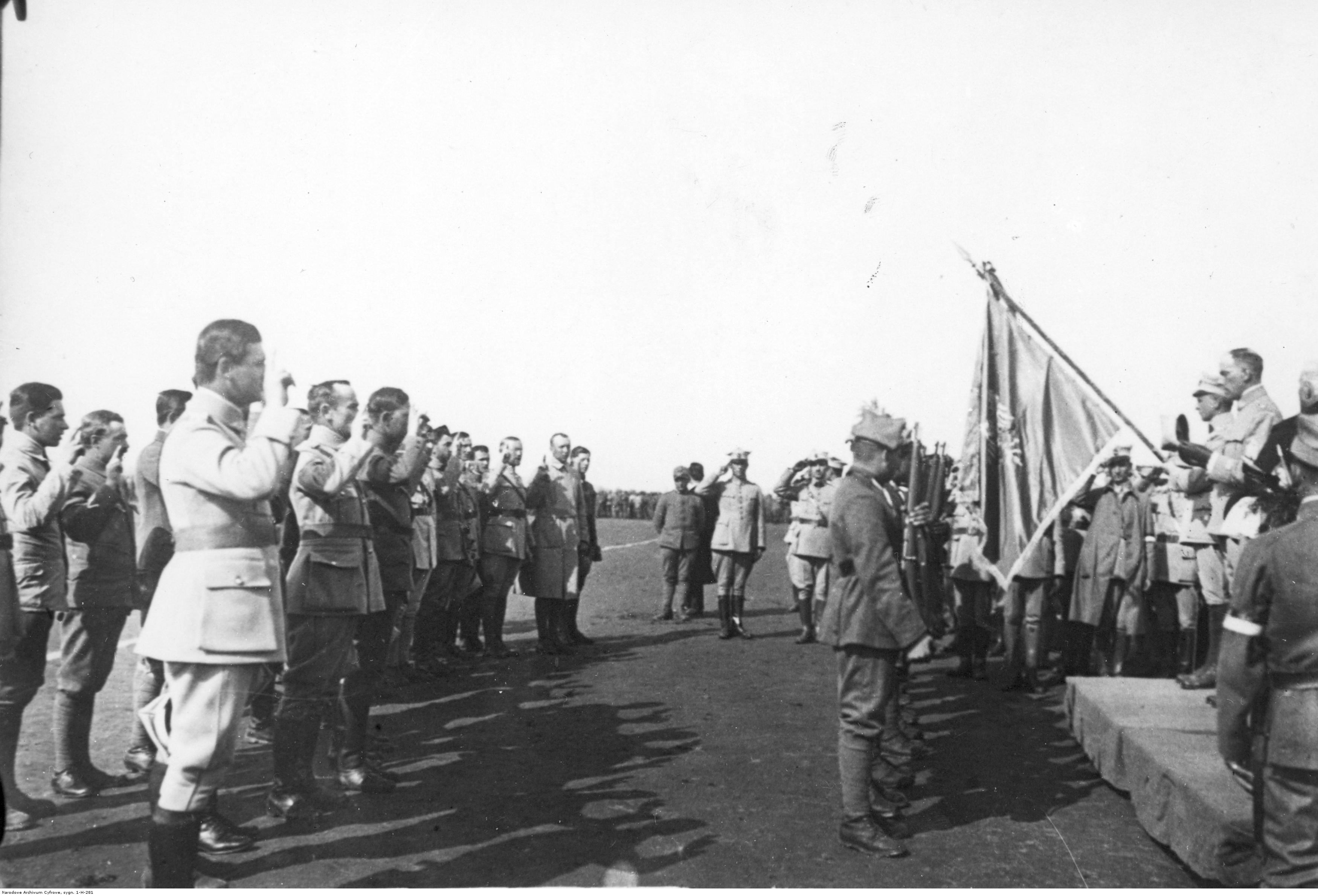
Polski obóz wojskowy w La Mandria di Chivasso pod Turynem – zaprzysiężenie oficerów; 1919 r.

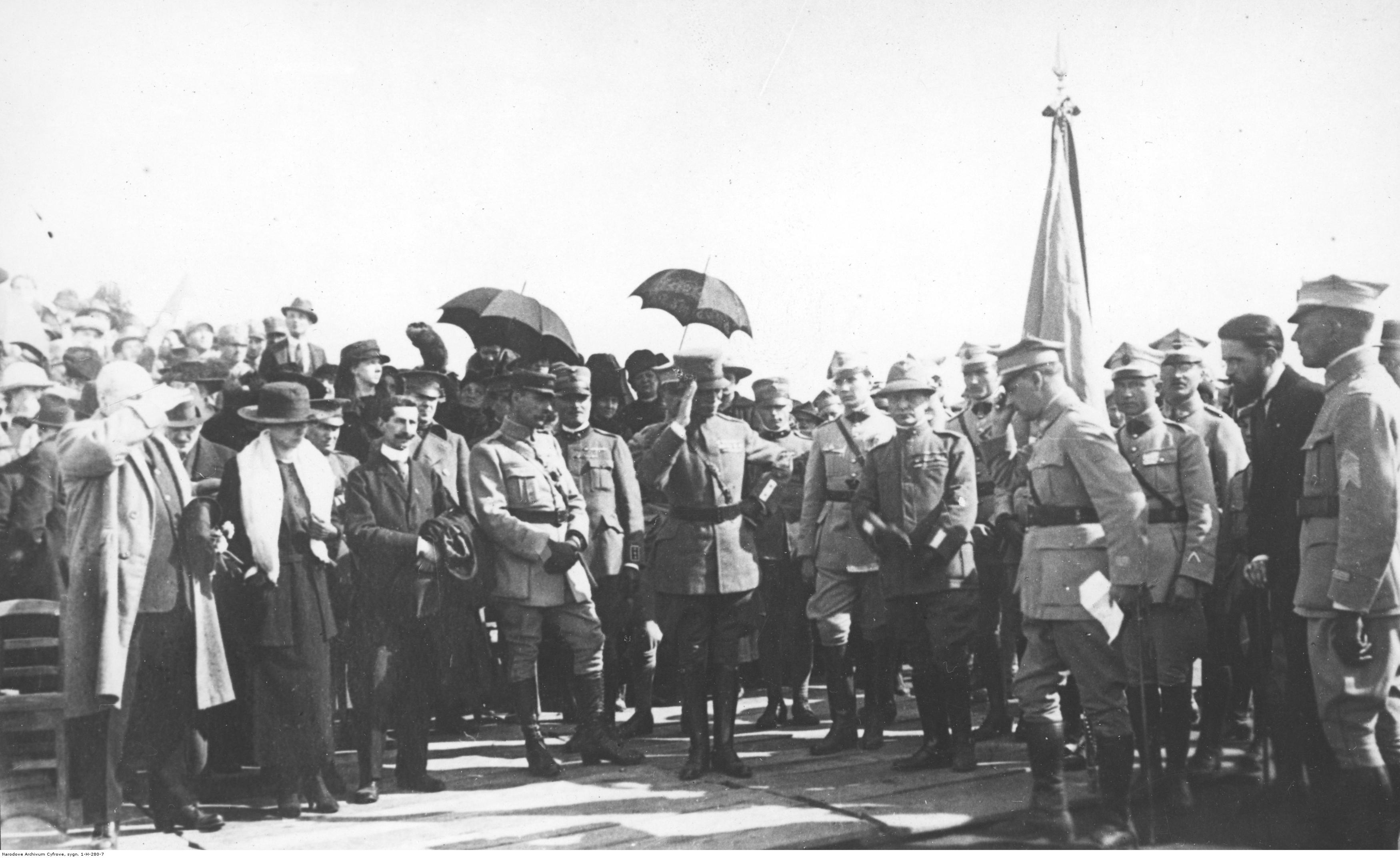
Obóz w La Mandria di Chivasso. Burmistrz Chivasso ofiarowuje sztandar dla pułku im. Zawiszy Czarnego

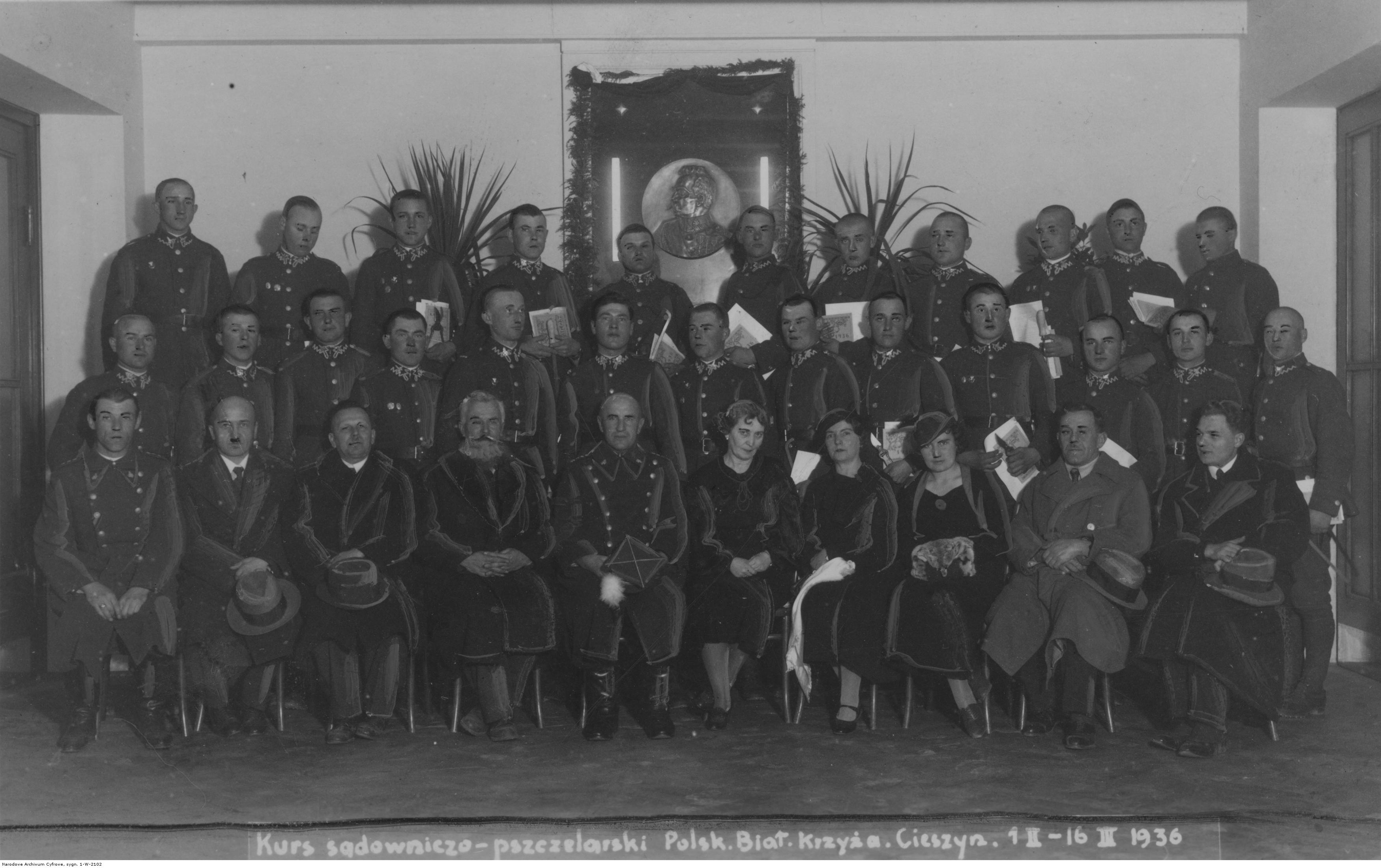
Uczestnicy kursu sadowniczo-pszczelarskiego dla żołnierzy 4 Pułku Strzelców Podhalańskich, III 1936 r.

4 Pułk Strzelców Podhalańskich (4 psp) – oddział piechoty Wojska Polskiego II RP i Armii Polskiej we Francji.
4 pułk strzelców podhalańskich wywodził swój rodowód od sformowanego w 1919 we Włoszech pułku piechoty im. Zawiszy Czarnego, następnie występującego jako 19 pułk strzelców polskich w armii gen. Hallera. Po przybyciu do Polski pułk przemianowano na 143 pułk strzelców kresowych, przydzielając go początkowo do 18 Dywizji Piechoty. 1 marca 1920 zmieniono nazwę pułku na 4 pułk strzelców podhalańskich. Wydzielony z 18 DP, pozostał na Froncie Podolskim, stanowiąc rezerwę frontu.
Po wojnie polsko-bolszewickiej garnizonem pułku stał się Cieszyn. 5 października 1924 uroczyście wręczono pułkowi sztandar ufundowany przez mieszkańców powiatu cieszyńskiego.
Święto pułkowe obchodzono 26 września, w rocznicę bitwy pod Obuchowem. W przeddzień tego święta miał zawsze miejsce apel poległych. W samym dniu święta odbywała się natomiast msza polowa, uroczysta defilada oraz organizowano zawody sportowe.
W 1925 ekipa strzelców podhalańskich z Cieszyna zdobyła I miejsce w zawodach strzeleckich o mistrzostwo Dowództwa Okręgu Korpusu nr V w Krakowie, a następnie mistrzostwo Wojska Polskiego na zawodach w Starym Samborze.
Obecnie przy ul. Frysztackiej 2 w Cieszynie można zwiedzać muzeum poświęcone 4 pułkowi strzelców podhalańskich.

## Formowanie pułku
W grudniu 1918 w obozie La Mandria di Chivosso we Włoszech sformowany został 6 pułk strzelców im. Zawiszy Czarnego. W kwietniu 1919 przetransportowany został do rejonu Lure, we Francji, gdzie wszedł w skład Armii Polskiej dowodzonej przez gen. Józefa Hallera.
Z batalionów 6 pułku strzelców zorganizowane zostały trzy nowe oddziały: 19, 20 i 21 pułki strzelców polskich. Wymienione oddziały uzupełnione zostały kadrą oficerską i częściową podoficerską pochodzącą z demobilizowanych jednostek francuskich: 413, 414 i 416 pułków piechoty. Nowo powstałe pułki zorganizowane zostały w 7 Dywizję Strzelców Polskich, która z kolei powstała na bazie francuskiej 154 Dywizji Piechoty.
Z chwilą przyjazdu do Polski 19 pułk strzelców polskich przemianowany został na 19 pułk strzelców pieszych. 1 września 1919, w wyniku połączenia Armii Polskiej we Francji z Wojskiem Polskim w kraju, oddział po raz kolejny zmienił numer i nazwę na 143 pułk Strzelców Kresowych. 1 marca 1920 po raz ostatni dokonano zmiany nazwy na 4 pułk strzelców podhalańskich.

### Skład 15 września 1919
- dowództwo – ppłk Mieczysław Boruta-Spiechowicz
- I batalion – kpt. Stanisław Świątecki
- II batalion – kpt. Jan Byłeń (zmarł 15 lutego 1920 na tyfus)
- III batalion – kpt. Stefan Kaucki

| Obsada personalna pułku w 1920           | Obsada personalna pułku w 1920           |
| Stanowisko                               | Stopień, imię i nazwisko                 |
| ---------------------------------------- | ---------------------------------------- |
| Dowódca pułku                            | mjr Mieczysław Boruta Spiechowicz        |
| Dowódca pułku                            | w.z mjr Aleksander Zoerner (maj)         |
| Adiutant                                 | ppor. Kazimierz Lehr                     |
| Oficer broni                             | ppor. Jan Filipek                        |
| Oficer łączności                         | ppor. Władysław Legutko                  |
| Oficer informacyjny                      | ppor. Włodzimierz Wisłocki               |
| Oficer gazowy                            | ppor. Józef Iwanowski                    |
| Lekarz                                   | kpt. lek. dr Władysław Kuryluk           |
| Lekarz                                   | por. lek. dr Wolf Weidenfeld             |
| Kapelan                                  | ks. Bronisław Dutkiewicz                 |
| Dowódca I batalionu                      | kpt. Stanisław Świątecki                 |
| Adiutant                                 | ppor. Stanisław Tadeusz Jęczalik         |
| Adiutant                                 | ppor. Piotr Kiełkowski                   |
| Oficer kasowy                            | ppor. Stanisław Milczewski               |
| Oficer prowiantowy                       | ppor. Henryk Benczer                     |
| Dowódca 1 kompanii                       | ppor. Kazimierz Salewicz                 |
| Dowódca 2 kompanii                       | por. Władysław Grodnicki?                |
| Dowódca 3 kompanii                       | por. Józef Łopatka                       |
| Dowódca 4 kompanii                       | por. Bogdan Holcer                       |
| Dowódca 1 kompanii km                    | por. Stanisław Szuber                    |
| Dowódca 1 kompanii km                    | ppor. Wiktor Berwiński                   |
| Dowódca plutonu                          | ppor. Marian Ząbkowski                   |
| Dowódca II batalionu                     | kpt. Stefan Garbolewski (ranny 17 V)     |
| Dowódca II batalionu                     | por. Kazimierz Jacorzyński               |
| Adiutant                                 | ppor. Jan Toepfer                        |
| Nast.                                    | ppor. Zbigniew Bachleda (od 18 IV)       |
| Oficer kasowy                            | ppor. Józef Kupka                        |
| Oficer prowiantowy                       | ppor. Emil Maksymiak                     |
| Dowódca 5 kompanii                       | ppor. Władysław Seweryn (niewola 12 VI)  |
| Dowódca 6 kompanii                       | ppor. Henryk Gliszczyński                |
| Dowódca plutonu                          | ppor. Eugeniusz Skipirzepa vel Olszewski |
| Dowódca 7 kompanii                       | N.N.                                     |
| Dowódca 8 kompanii                       | N.N.                                     |
| Dowódca 2 kkm                            | ppor. Jan Bojarski                       |
| Oficer baonu (dowódca kompanii)          | ppor. Józef Kazamara                     |
| Oficer baonu (dowódca kompanii)          | ppor. Wilhelm Rydel                      |
| Oficer baonu                             | ppor. Wincenty Gawałkiewicz              |
| Oficer baonu                             | ppor. Ludwik Michalski                   |
| Oficer baonu                             | ppor. Wacław Żukowski                    |
| Dowódca III batalionu                    | kpt. Stanisław Kaucki                    |
| Adiutant                                 | ppor. Zbigniew Bachleda (do 18 IV)       |
| Adiutant                                 | ppor. Mieczysław Godłowski               |
| Adiutant                                 | ppor. Stanisław Miękina                  |
| Oficer kasowy                            | ppor. Jan Jędrzejewski                   |
| Oficer prowiantowy                       | ppor. Wacław Bradke                      |
| Dowódca 9 kompanii                       | ppor. Ludwik Biliński                    |
| Dowódca 10 kompanii                      | por. Tadeusz Konasiewicz?                |
| Dowódca 11 kompanii                      | por. Stanisław Danielski                 |
| Dowódca plutonu                          | ppor. Jan Foryś                          |
| Dowódca 12 kompanii                      | ppor. Henryk Korzeń (t 28 V)             |
| Dowódca 3 kompanii km                    | ppor. Wacław Zalewski                    |
| Dowódca 3 kompanii km                    | ppor. Włodzimierz Hanuszkiewicz          |
| Dowódca 4 kompanii km                    | por. Gustaw Zacny                        |
| Dowódca plutonu dział piechoty           | ppor. Henryk Benczer                     |
| Lekarz (przydział nieustalony)           | pchor. podlek. Nacham Diamantstein       |
| Oficer sanitarny (przydział nieustalony) | pchor. san. Tadeusz Czarnecki            |

## Pułk w walce o granice
Brał udział w wojnie polsko-bolszewickiej w 1920. Uczestniczył w bitwach m.in. pod Szelechowem (27 marca 1920), Wołkowińcem-Barem (26 kwietnia 1920), Indurą (24 września 1920) i Obuchowem (26 września 1920).
Walki żołnierzy Dywizji Górskiej w operacji niemeńskiej na linii Kuźnica Grodzieńska, Odelsk, Indura, ze szczególnym uwzględnieniem bojów o Kuźnicę nad Łosośną, w dolinie Klimówki – Przerwy (Bilminy), w Zaśpiczach, w tzw. Bramie Odelskiej, umożliwiły (po zajęciu Kuźnicy, Odelska i Indury) zdobycie ufortyfikowanego Grodna.
Na cmentarzu w Sokółce (województwo podlaskie, powiat sokólski, gmina Sokółka) w kwaterze wojennej zostali pochowani żołnierze pułku polegli we wrześniu 1920. Znajdują się tam groby Andrzeja Hedrzyna, ppor. Józefa Karasia, ppor. Kazimierza Lehra (odznaczony VM), kpt. Stanisława Świąteckiego (odznaczony VM).

### Kawalerowie Virtuti Militari
| Żołnierze pułku odznaczeni Krzyżem Srebrnym Orderu Wojskowego Virtuti Militari za wojnę 1918–1920 | Żołnierze pułku odznaczeni Krzyżem Srebrnym Orderu Wojskowego Virtuti Militari za wojnę 1918–1920 | Żołnierze pułku odznaczeni Krzyżem Srebrnym Orderu Wojskowego Virtuti Militari za wojnę 1918–1920 |
| ------------------------------------------------------------------------------------------------- | ------------------------------------------------------------------------------------------------- | ------------------------------------------------------------------------------------------------- |
| strz. Tadeusz Bereżnicki                                                                          | ś.p. ppor. Jan Bojarski *                                                                         | ppłk Mieczysław Boruta-Spiechowicz *                                                              |
| sierż. Jan Cader                                                                                  | strzel. Władysław Dzięgol                                                                         | ppor. Jan Foryś *                                                                                 |
| sierż. Stanisław Florczak nr 4992                                                                 | ppor. Henryk Gliszczyński *                                                                       | ppor. Mieczysław Godłowski *                                                                      |
| kpr. Wanda Hermanówna                                                                             | kpt. Kazimierz Jacorzyński *                                                                      | ppor. Stanisław Jęczalik *                                                                        |
| por. Henryk Jackiewicz *                                                                          | mjr Mikołaj Kostecki *                                                                            | ppor. Piotr Kiełkowski nr 4999                                                                    |
| ppor. Bogusław Marian Karaś *                                                                     | st. sierż. Jan Kempiński                                                                          | plut. Antoni Kasperkowiak                                                                         |
| plut. Franciszek Krzyżanek                                                                        | ppor. Kazimierz Lehr *                                                                            | plut. Marian Pietraszek                                                                           |
| ppor. Bogusław Przywarski                                                                         | sierż. Stanisław Ramenda                                                                          | ś.p. kpt. Stanisław Świątecki *                                                                   |
| ppor. Kazimierz Salewicz *                                                                        | ppor. Eugeniusz Skipirzepa *                                                                      | kpr. Fabian Stepczyński                                                                           |
| ppor. Jan Toepfer *                                                                               | st. sierż. Kazimierz Tomczak                                                                      | ppor. Stanisław Tomaszewski *                                                                     |
| plut. Jan Woźnicki                                                                                | sierż. Florian Weyrenter                                                                          | por. Gustaw Zacny nr 4998                                                                         |
| ppor. Wacław Zalewski *                                                                           |                                                                                                   |                                                                                                   |

## Walki pułku w kampanii wrześniowej
W 1939 w czasie kampanii wrześniowej walczył w składzie 21 Dywizji Piechoty Górskiej.
1 września 1939 prowadził ciężkie walki w rejonie Cieszyna i Bielska. W dniu 3 września toczy walki w rejonie Kalwarii Zebrzydowskiej. W dniu 6 września odpierał atak niemieckich czołgów pod Grodkowicami a częścią sił bronił Bochni.
Od 8 września w odwrocie na linię Sanu, gdzie w dniach 10–11 września bronił linii tej rzeki w rejonie Leżajska i Krzeszowa. Następnie wycofuje się w kierunku południowo-wschodnim. W dniu 15 września walczył pod Duchowem, a następnego dnia został częściowo rozbity po ciężkich walkach w rejonie Dzikowa Nowego. Część żołnierzy pułku dostało się do niewoli, pozostali pododdziałami weszli w skład innych jednostek walczących na tym terenie. Dzień 16 września 1939 był ostatnim dniem istnienia 4 pułku Strzelców Podhalańskich.
22 września 1939 r. od 73 do 100 wziętych do niewoli żołnierzy pułku zostało zamordowanych przez Niemców i ukraińskich nacjonalistów we wsi Urycz (dawne woj. lwowskie). Jeńców spalono żywcem w stodole.
Pułk został odznaczony za kampanię 1939 orderem Virtuti Militari.

### Mapy walk pułku

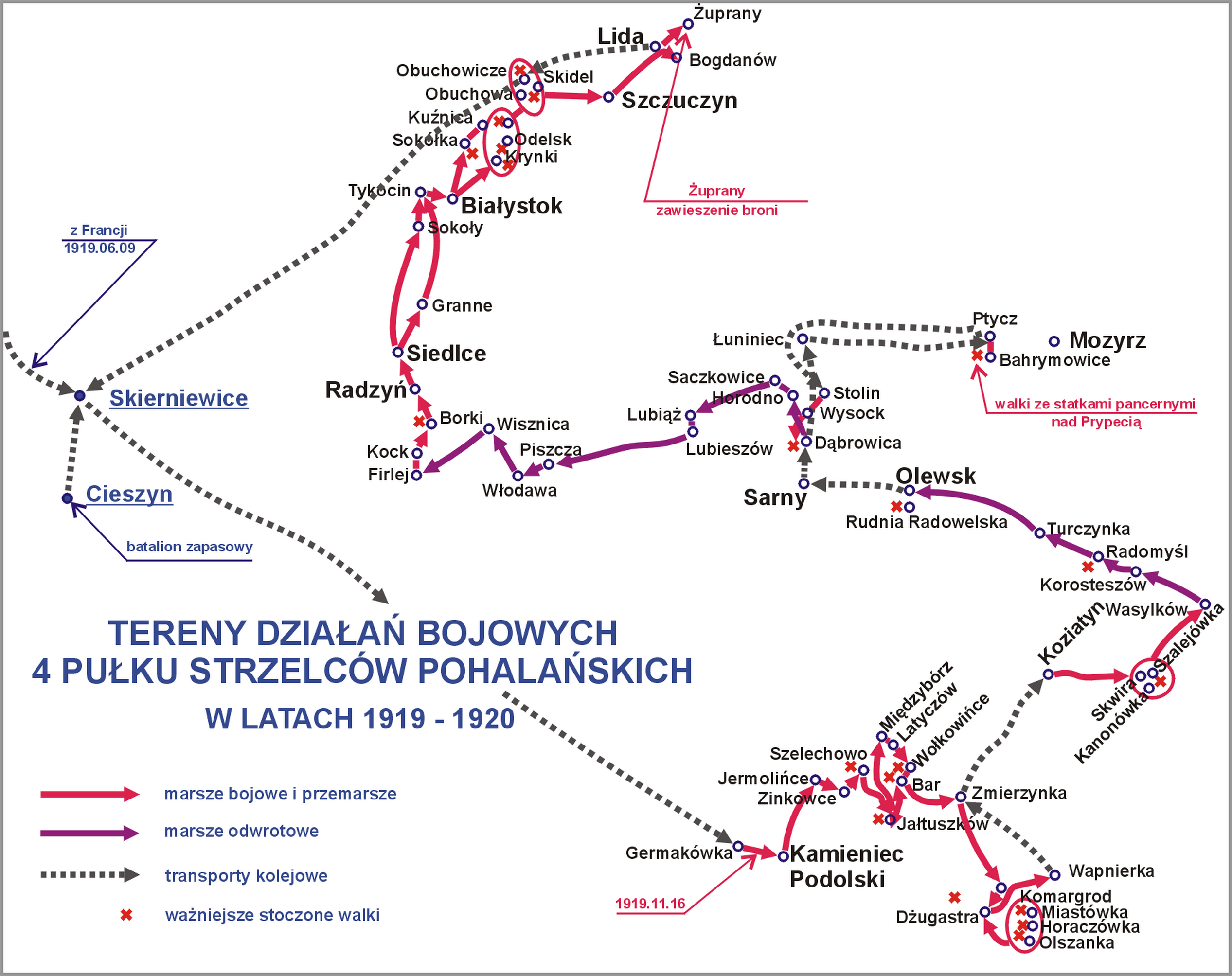
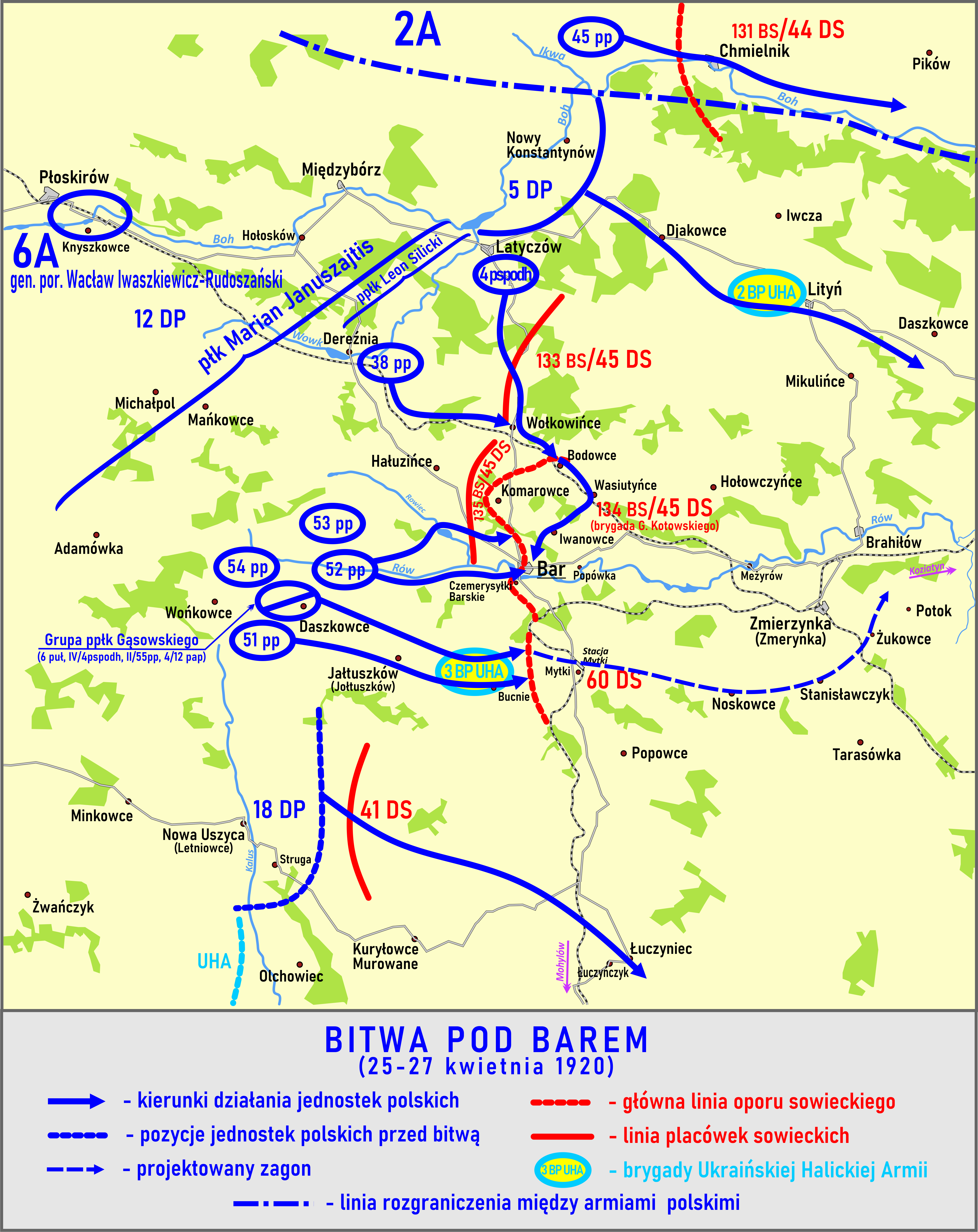
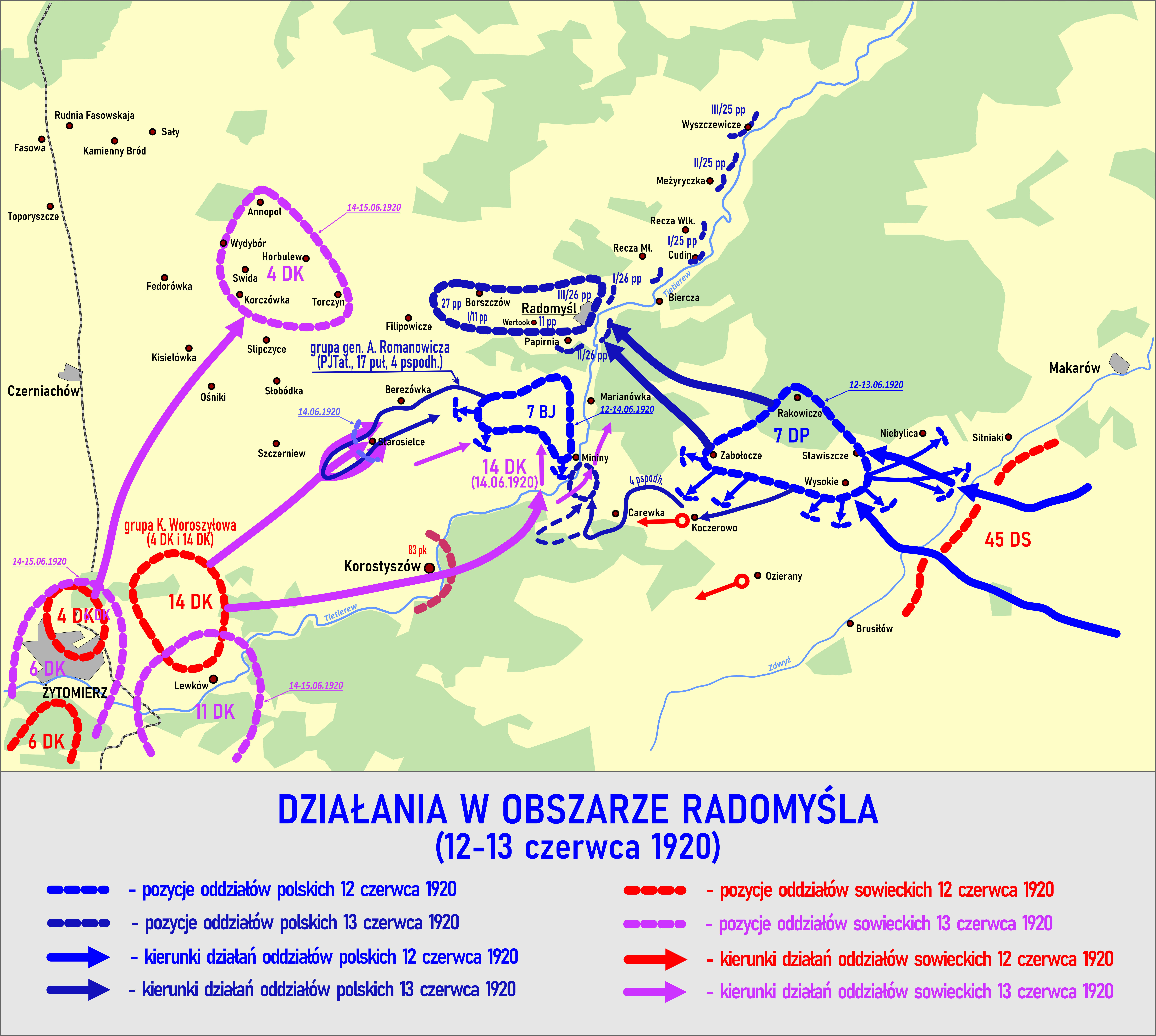
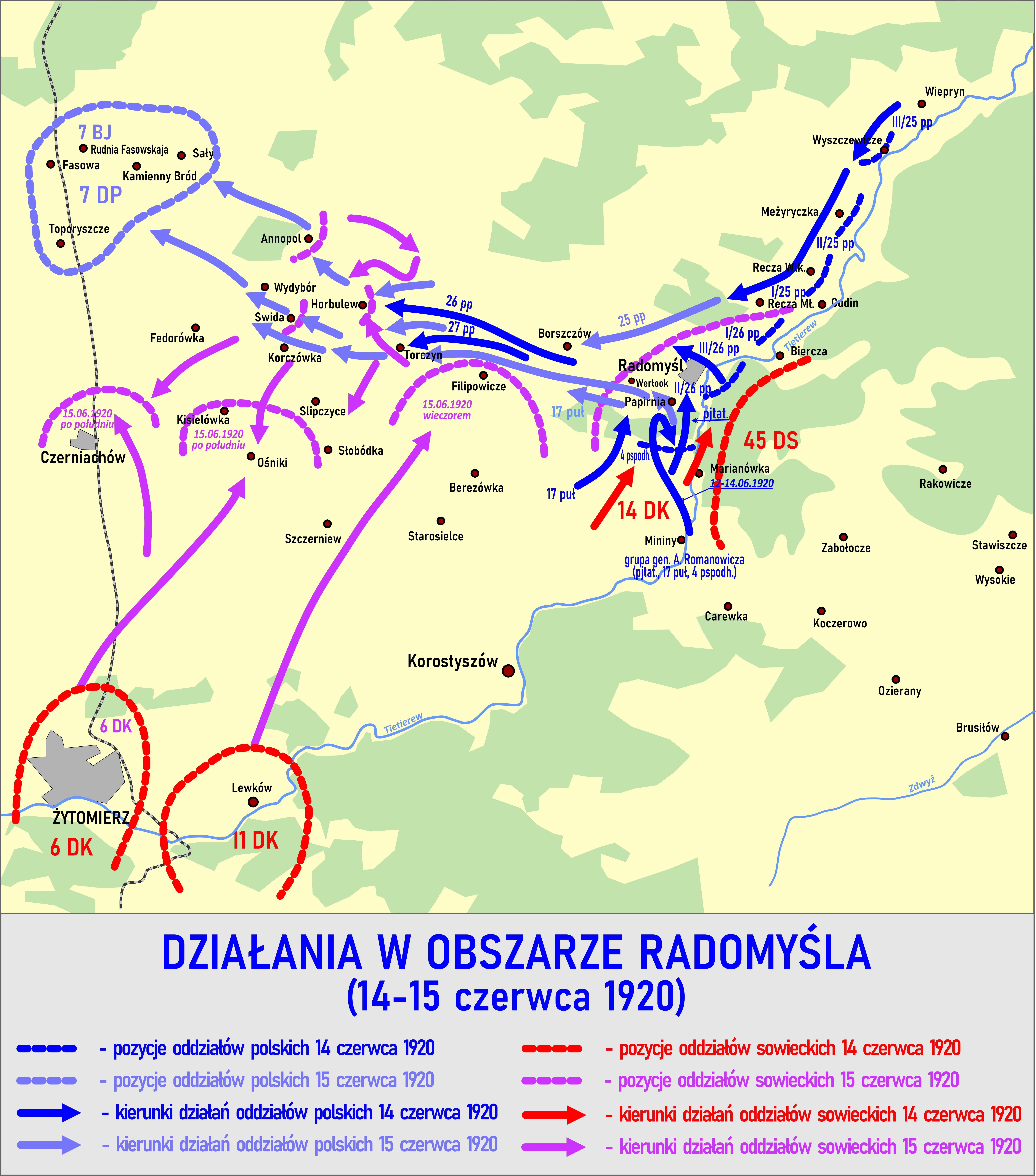
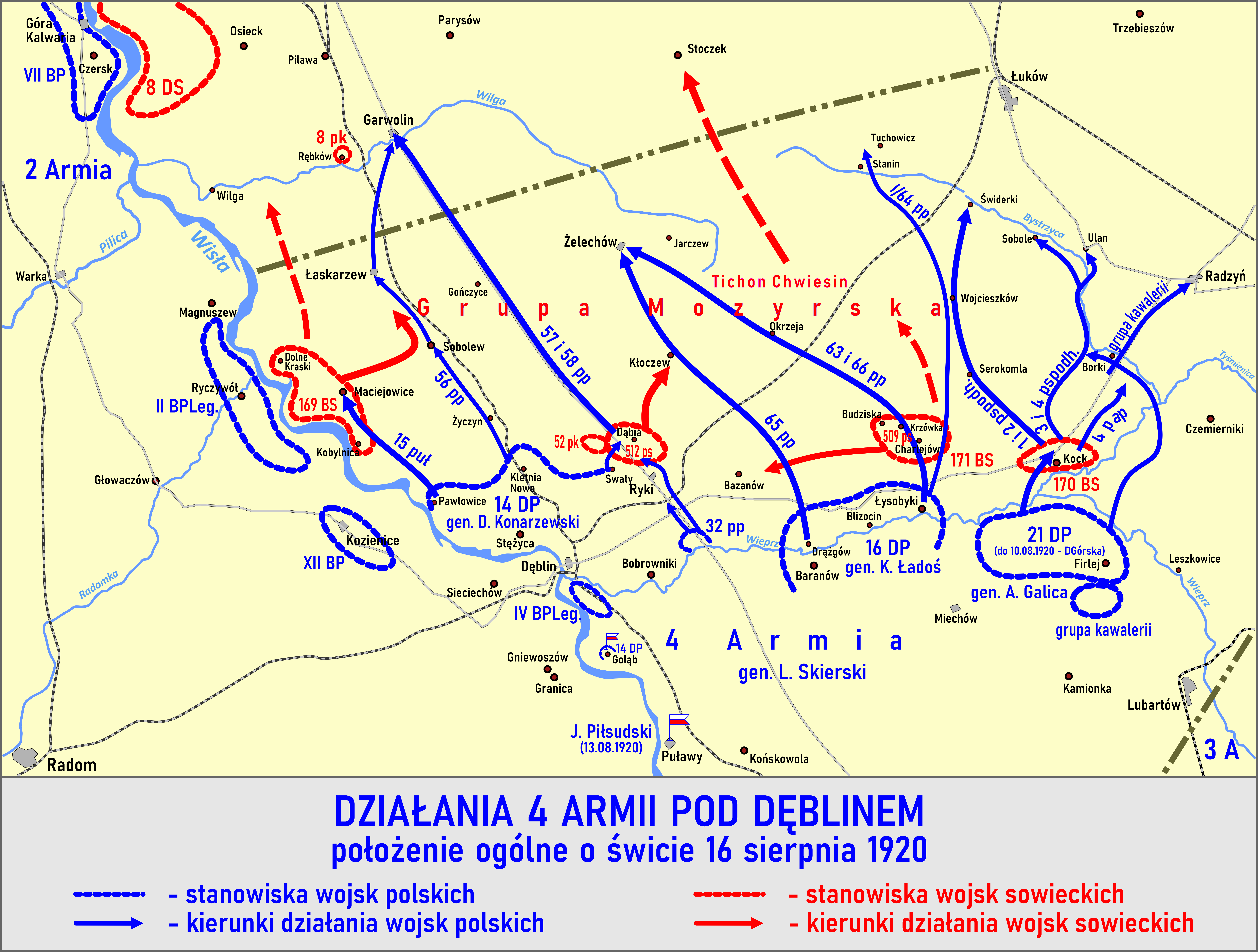
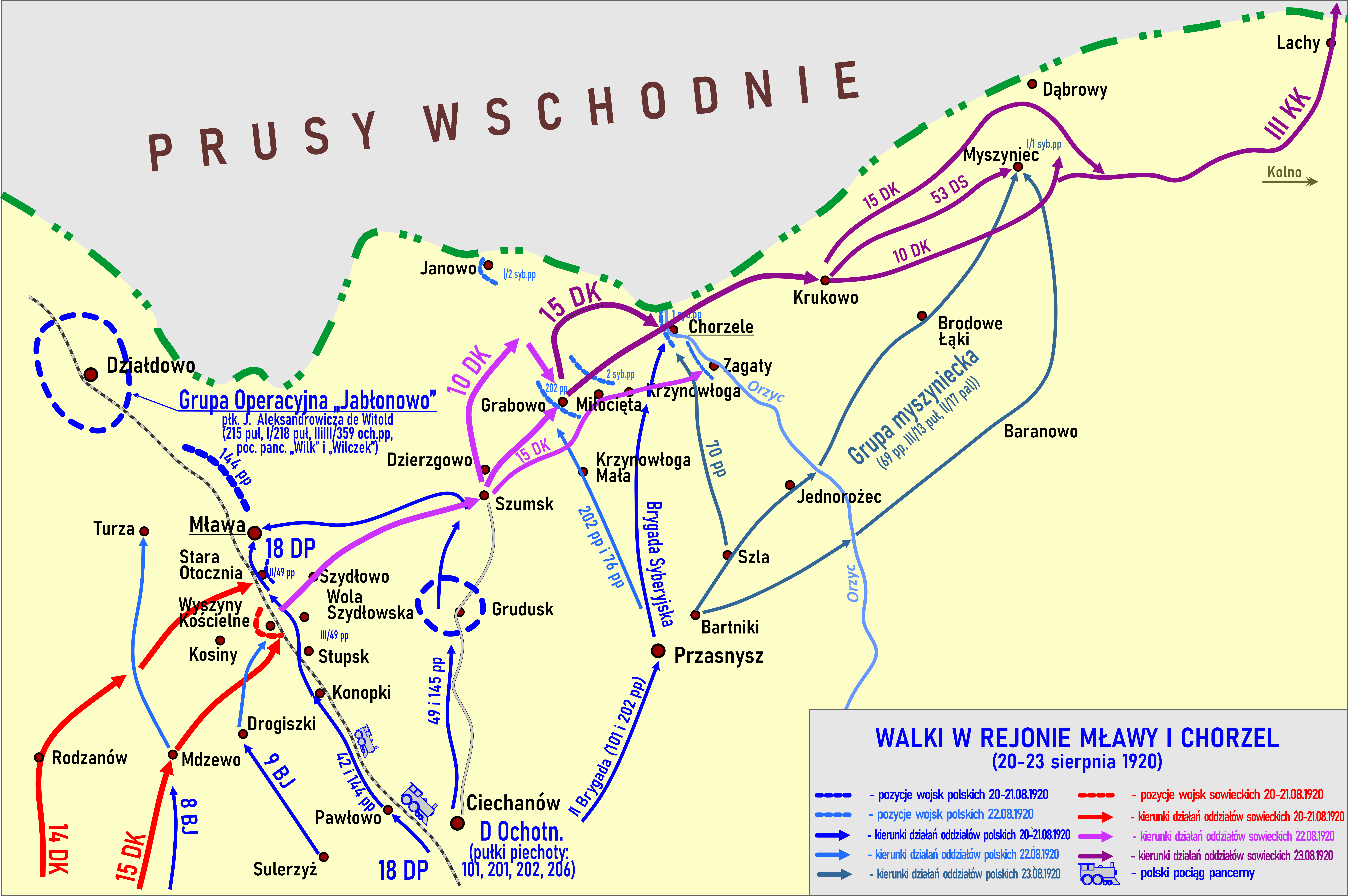
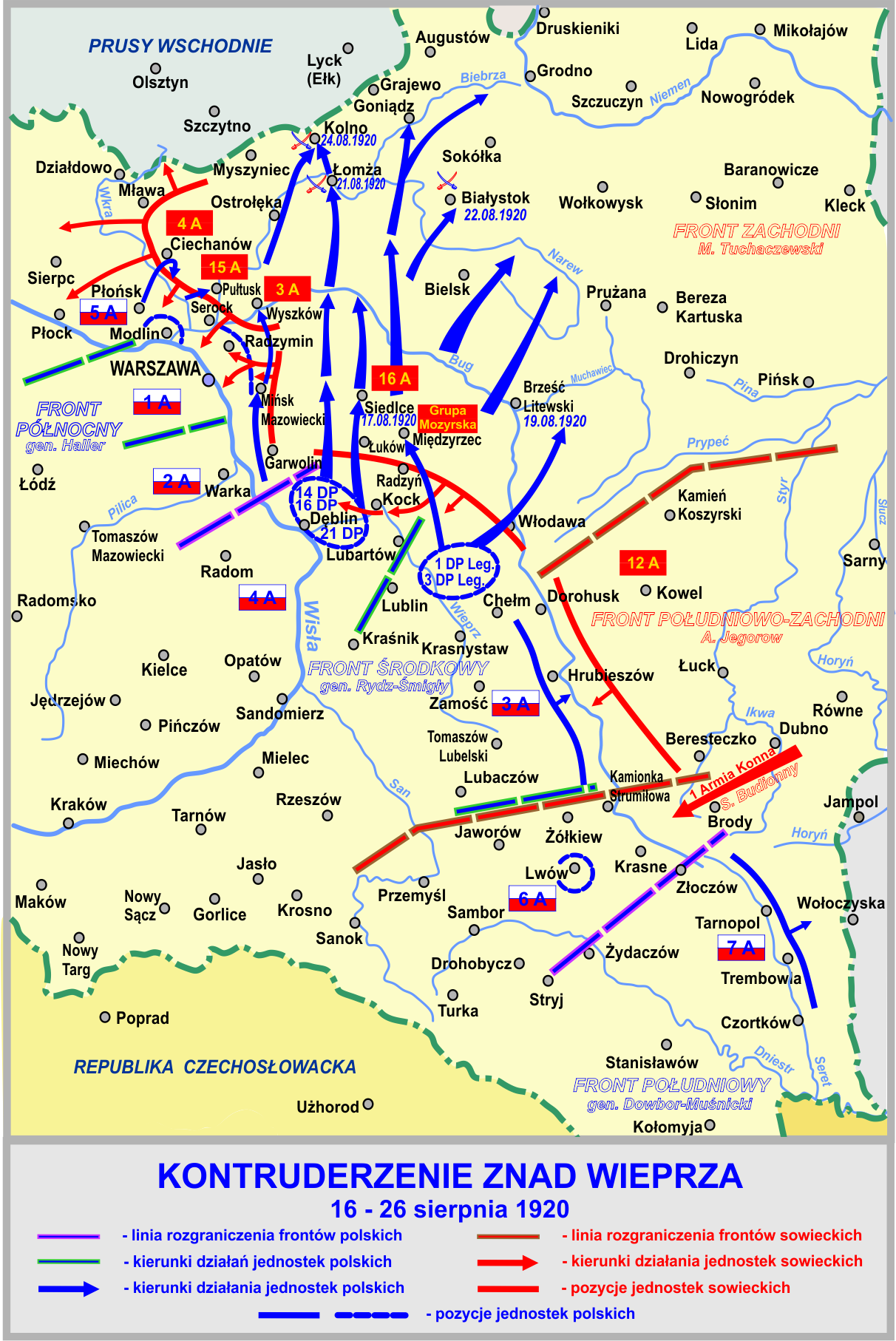
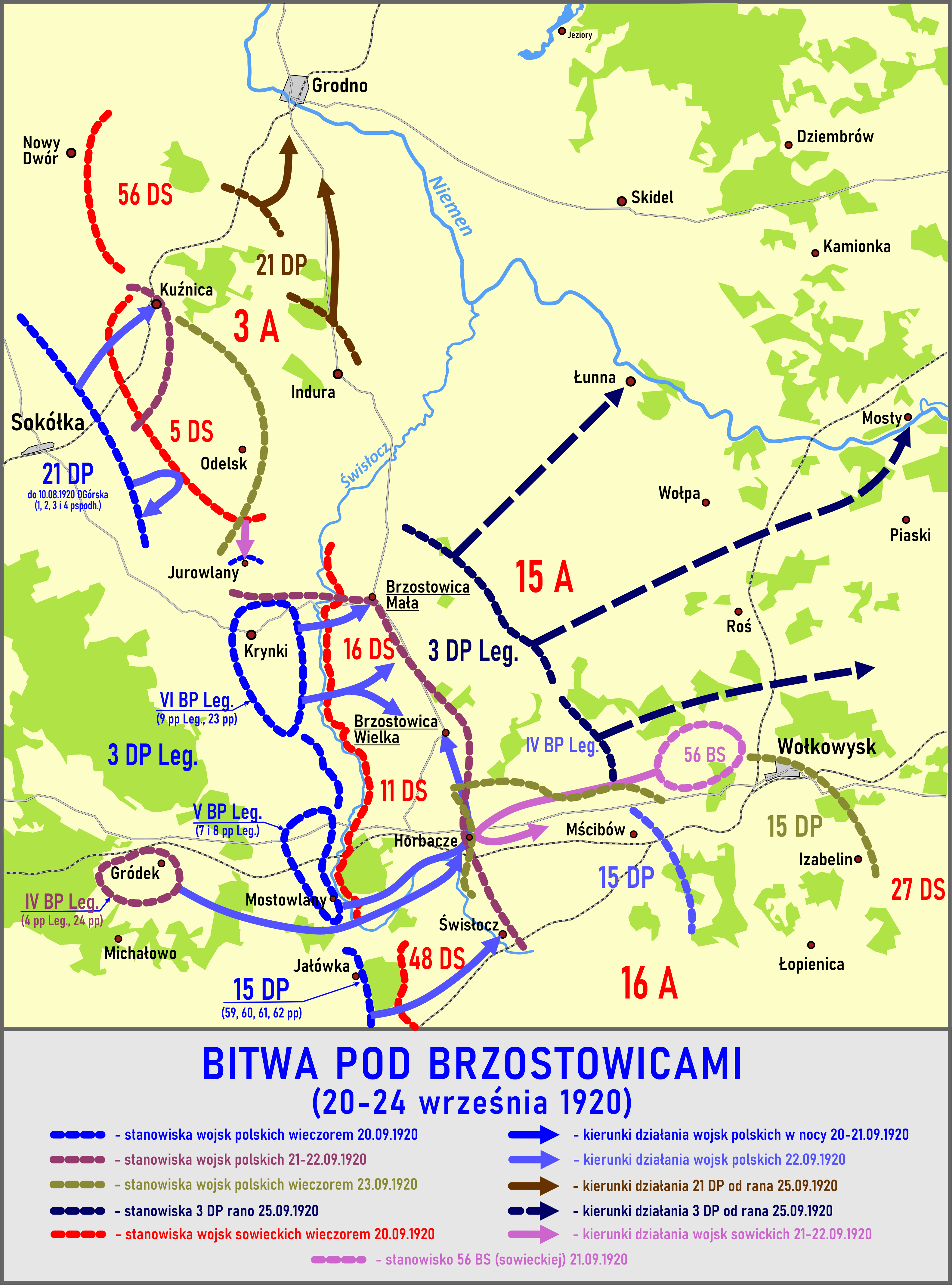
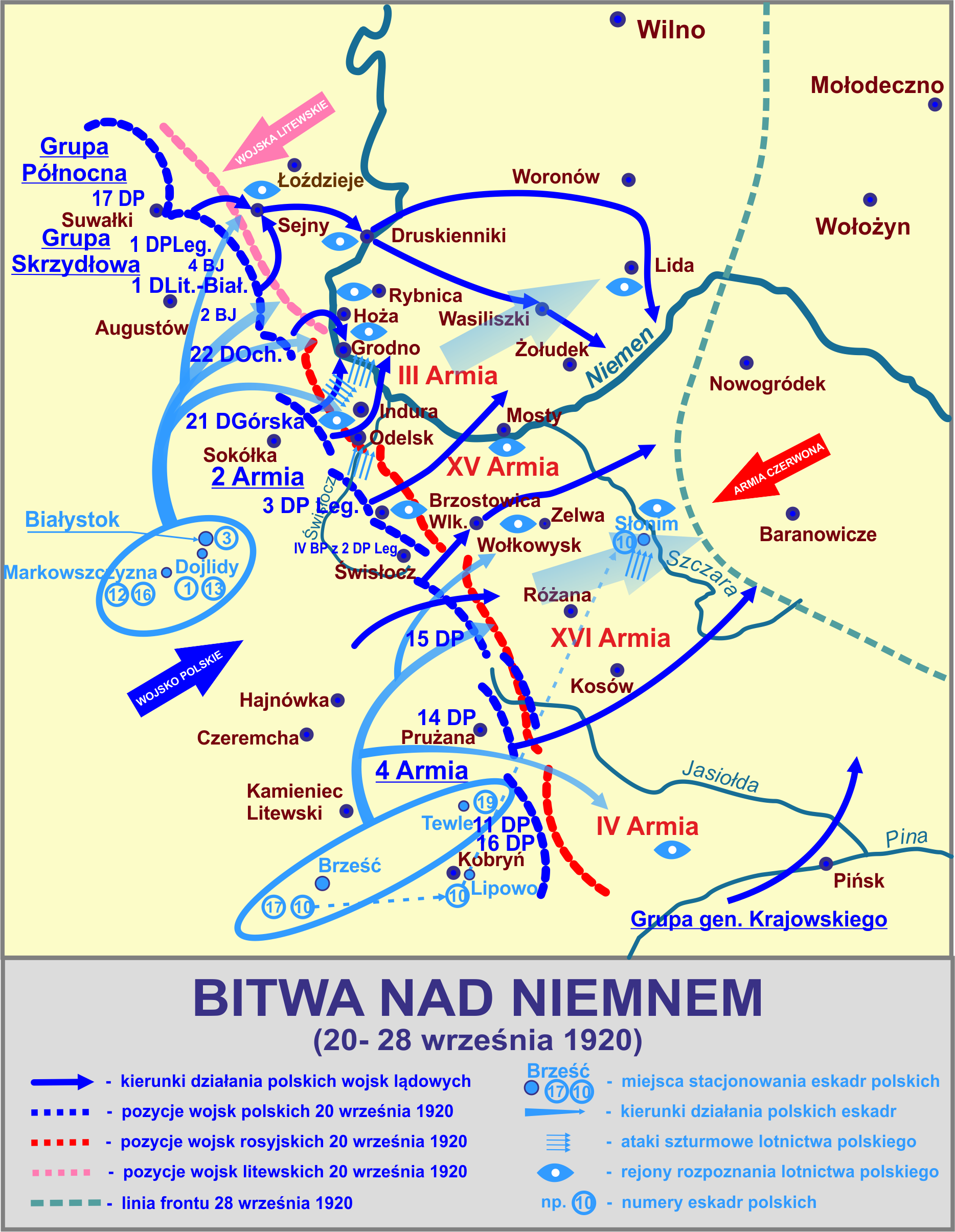

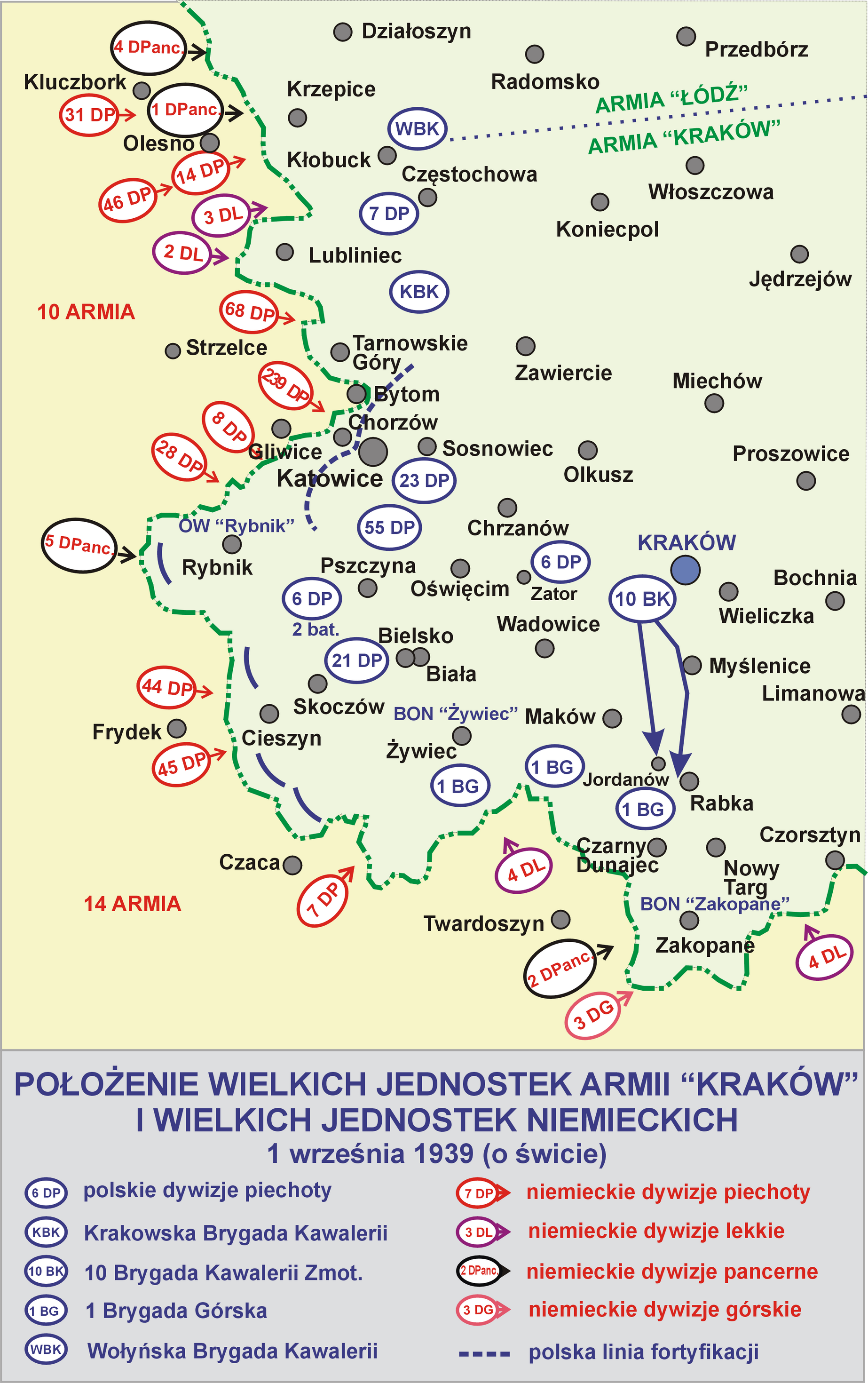
w składzie 21 DPGór.

## Strzelcy podhalańscy
Dowódcy pułku
- ppłk franc. Pouech (26 IV – 15 X 1919)[14]
- ppłk Mieczysław Boruta-Spiechowicz (15 X 1919 – 29 listopada 1920)
- ppłk Hartig (od 23 VII 1920)
- mjr Mikołaj Kostecki (od 6 VIII 1920)
- ppłk Mieczysław Boruta-Spiechowicz (11 VIII – 18 X 1920, po wyleczeniu z tyfusu plamistego)
- ppłk / płk piech. Eugeniusz Witwicki (1 I 1922 – 15 X 1925 → dowódca 27 pp)
- płk piech. Edward Nowak (15 X 1925 – 22 VII 1927 → dowódca 1 Brygady Ochrony Pogranicza)
- ppłk / płk piech. Antoni Własak (22 VII 1927 – 1937 → dowódca Górnośląskiej Brygady ON)
- ppłk dypl. Bronisław Warzybok (1937 – 1939)

Zastępcy dowódcy pułku
- mjr piech. Henryk Pęczalski (p.o. 22 VII – 1 X 1922 → zastępca dowódcy 27 pp[16])
- ppłk piech. Rudolf Emil Heinz (1924 – II 1927 → praktyka poborowa w PKU Kołomyja[17])
- ppłk piech. Jan Bratro (III 1927[18] – 14 II 1929 → dowódca 28 pp)
- mjr / ppłk piech. Władysław Kasza (12 III 1929 – 20 XI 1932 → zastępca dowódcy 33 pp)
- ppłk dypl. Stanisław Lityński (20 XI 1932 – 1934 → W.S.Woj.)
- ppłk dypl. Bronisław Warzybok (1934 – 1937 → dowódca 4 pspodh)

### Obsada personalna w 1939 roku
Obsada personalna i struktura organizacyjna w marcu 1939 roku:
- dowódca pułku – ppłk dypl. Bronisław Warzybok
- I zastępca dowódcy pułku – vacat
- adiutant – kpt. Marian Podniesiński
- starszy lekarz – mjr dr Antoni Ostaszewski
- młodszy lekarz – vacat
- komendant Rejonu PW Konnego – kpt. tab. Michał Ludwik Bujak (*)[f]
- II zastępca dowódcy pułku (kwatermistrz) – mjr Adam Paweł Gruda
- oficer mobilizacyjny – kpt. adm. (piech.) Kazimierz Ludwik Schöpp
- zastępca oficera mobilizacyjnego – p.o. chor. Jan Komędera
- oficer mobilizacyjno-materiałowy – kpt. Mikołaj Korwin-Kossakowski
- oficer gospodarczy – kpt. int. Władysław Kronhold
- oficer żywnościowy – chor. Jan Bednarski
- dowódca kompanii gospodarczej i oficer taborowy – kpt. tab. Michał Ludwik Bujak (*)
- kapelmistrz – kpt. adm. (kapelm.) Józef Baranowski
- dowódca plutonu łączności – por. Lucjan Zalewski
- dowódca plutonu pionierów – por. Antoni Bydloń
- dowódca plutonu artylerii piechoty – por. art. Walery Zacharzewski
- dowódca plutonu ppanc. – por. Wojciech Kania
- dowódca oddziału zwiadu – ppor. Franciszek Szyndlar

I batalion
- dowódca batalionu – mjr Franciszek Perl
- dowódca 1 kompanii – kpt. Józef Otto Grcar
- dowódca plutonu – por. Stanisław Alfons Tkacz
- dowódca plutonu – ppor. Kazimierz Bojarski
- dowódca 2 kompanii – kpt. Jan Zygmunt Kosiaty
- dowódca plutonu – por. Michał Boruc
- dowódca plutonu – ppor. Jan Milczarek
- dowódca 3 kompanii – por. Roman Zaczyński
- dowódca 1 kompanii km – por. Tadeusz Bortnowski
- dowódca plutonu – por. Sergiusz Kapura
- dowódca plutonu – ppor. Michał Zygmunt

II batalion
- dowódca batalionu – ppłk Walerian Młyniec
- dowódca 4 kompanii – por. Władysław Karol Smrokowski
- dowódca plutonu – ppor. Ignacy Lichter
- dowódca 5 kompanii – kpt. Jan Mędala
- dowódca plutonu – ppor. Józef Hamburger
- dowódca 6 kompanii – kpt. Adolf Antoni Juzof
- dowódca plutonu – por. Bolesław Marian Dubicki
- dowódca plutonu – ppor. Władysław Batko
- dowódca 2 kompanii km – por. Aleksander Jan Burnatowicz
- dowódca plutonu – ppor. Józef Kurzeja

III batalion
- dowódca batalionu – mjr Antoni Karol Michalik
- dowódca 7 kompanii – kpt. Antoni Tomaszewski
- dowódca plutonu – por. Stanisław Franciszek Wzorek
- dowódca plutonu – ppor. Zbigniew Apoloniusz Postula
- dowódca 8 kompanii – por. Jerzy Wołoszyn
- dowódca plutonu – ppor. Stefan Jan Neulinger
- dowódca 9 kompanii – kpt. Teofil Wawrzyniak
- dowódca plutonu – por. Tadeusz Paolone
- dowódca plutonu – ppor. Karol Radwański
- dowódca 3 kompanii km – kpt. Gustaw Jan Kroll
- dowódca plutonu – ppor. Alojzy Augustyn Cebrat
- na kursie – kpt. Szczepan Leopold Orłowski
- na kursie – por. Mieczysław Łuczkiewicz

Dywizyjny Kurs Podchorążych Rezerwy 21 DP
- dowódca – mjr Stefan Kazimierz Mayer
- dowódca plutonu strzeleckiego – por. Józef Kot
- dowódca plutonu strzeleckiego – por. Juliusz Andrzej Chrząstowski
- dowódca plutonu strzeleckiego – ppor. Paweł Franciszek Faleński
- dowódca plutonu km – por. Włodzimierz Marian Pochwat

### Obsada personalna we wrześniu 1939 roku
Obsada personalna we wrześniu 1939 roku
Dowództwo
- dowódca – ppłk dypl. Bronisław Warzybok
- I adiutant – kpt. Marian Podniesiński
- II adiutant – por. Józef Kot
- oficer informacyjny – por. rez. dr Józef Malczyk
- oficer łączności – por. Julian Zalewski
- kwatermistrz – kpt. Szczepan Orłowski
- oficer płatnik– kpt. Władysław Kronhold
- oficer żywnościowy – chor. Józef Bednarski
- naczelny lekarz – kpt. dr med. Boguchwał Panas
- kapelan – ks. kap. Zdzisław Belon
- dowódca kompanii gospodarczej – NN

I batalion
- dowódca I batalionu – mjr Franciszek Perl
- adiutant batalionu – ppor. rez. Karol Stawowy
- dowódca 1 kompanii strzeleckiej – kpt. Józef Grcar
- dowódca 2 kompanii strzeleckiej – por. Michał Boruc
- dowódca 3 kompanii strzeleckiej – por. rez. Edward Stachak
- dowódca 1 kompanii cekaemów – por. Sergiusz Kapura

II batalion
- dowódca II batalionu – mjr Adam Paweł Gruda
- adiutant batalionu – NN
- dowódca 4 kompanii strzeleckiej – por. Stanisław Wzorek
- dowódca 5 kompanii strzeleckiej – ppor. rez. Wincenty Sękiewicz
- dowódca 6 kompanii strzeleckiej – por, Bolesław Dubicki
- dowódca 2 kompanii cekaemów – por. Aleksander Burnatowicz († 21 VIII 1942, KL Auschwitz)[23]

III batalion
- dowódca III batalionu – mjr piech. Stefan Kazimierz Mayer
- adiutant batalionu – ppor. rez. Tadeusz Bartosik
- dowódca 7 kompanii strzeleckiej – kpt. Antoni Tomaszewski
- dowódca 8 kompanii strzeleckiej – por. Władysław Smrokowski
- dowódca 9 kompanii strzeleckiej – por. Tadeusz Paolone
- dowódca 3 kompanii cekaemów – por. rez. Władysław Szumikowski

Pododdziały specjalne
- dowódca kompanii przeciwpancernej – por. Wojciech Kania
- dowódca plutonu artylerii piechoty – por. Walery Zacharzewski
- dowódca kompanii zwiadowców – ppor. Franciszek Szyndlar
- dowódca kompanii technicznej – NN
- dowódca plutonu pionierów – por. Antoni Bydłoń
- dowódca plutonu przeciwgazowego – por. Roman Zaczyński

### Żołnierze 4 pułku strzelców podhalańskich – ofiary zbrodni katyńskiej
Biogramy zamordowanych oficerów znajdują się na stronie internetowej Muzeum Katyńskiego
| Nazwisko i imię          | stopień              | zawód              | miejsce pracy przed mobilizacją      | zamordowany |
| ------------------------ | -------------------- | ------------------ | ------------------------------------ | ----------- |
| Achtelik Paweł           | por. rez.            | nauczyciel         | Szkoła Powszechna w Ruptawie         | Katyń       |
| Buchcik Robert           | ppor. rez.           | nauczyciel         | Szkoła Powszechna w Bystrej Śl.      | Katyń       |
| Bulicz Włodzimierz       | ppor. rez.           | nauczyciel         | Szkoła Powszechna w Ligocie          | Katyń       |
| Dobija Michał            | ppor. rez.           | technik rolnictwa  |                                      | Katyń       |
| Grodecki Jan Ludwik      | ppor. rez.           |                    |                                      | Katyń       |
| Hemmerling Emil          | ppor. rez.           | prawnik, mgr       | sędzia sądu w Krzeszowicach          | Katyń       |
| Jarończyk Henryk         | por. rez.            | nauczyciel         | kier. szkoły powszechnej w Cieszynie | Katyń       |
| Kawczak Franciszek       | ppor. rez.           | nauczyciel         | gimnazjum w Zawierciu                | Katyń       |
| Klimczyk Antoni          | ppor. rez.           | student WSH Kraków |                                      | Katyń       |
| Lubecki Ludwik Antoni    | ppor. rez.           | urzędnik           | Urząd Skarbowy w Tarnowskich Górach  | Katyń       |
| Luranc Franciszek        | ppor. rez.           |                    | pracował w Chorzowie                 | Katyń       |
| Malczewski Władysław     | ppor. rez.           | leśnik, mgr        |                                      | Katyń       |
| Marmuźniak Stanisław     | ppor. rez.           | nauczyciel, mgr    | gimnazjum                            | Katyń       |
| Milewski Wojciech        | ppor. rez.           |                    |                                      | Katyń       |
| Morawiec Leon            | ppor. rez.           | nauczyciel         |                                      | Katyń       |
| Moroz Mirosław           | por. rez.            | nauczyciel, mgr    | gimnazjum w Wadowicach               | Katyń       |
| Motłoch Eugeniusz        | ppor. rez.           | nauczyciel         |                                      | Katyń       |
| Nalepa Wojciech          | ppor. rez.           |                    |                                      | Katyń       |
| Nowak Klemens            | ppor. rez.           |                    |                                      | Katyń       |
| Orel Brunon              | ppor. rez.           | technik mechanik   |                                      | Katyń       |
| Pająk Józef              | por. rez.            | nauczyciel         | szkoła powszechna w Pszczynie        | Katyń       |
| Pelar Jan                | ppor. rez.           | nauczyciel         |                                      | Katyń       |
| Perczyński Antoni        | ppor. rez.           | nauczyciel         | szkoła w pow. pszczyńskim            | Katyń       |
| Rduch Franciszek         | ppor. rez.           | nauczyciel         | szkoła w Popielówce                  | Katyń       |
| Schanzer Maks            | ppor. rez.           |                    |                                      | Katyń       |
| Śliwka Karol             | ppor. rez.           |                    |                                      | Katyń       |
| Wawrzyczny Józef         | ppor. rez.           | prawnik            | sąd w Krakowie                       | Katyń       |
| Wdówka Józef             | ppor. rez.           | nauczyciel         | szkoła powszechna w Skoczowie        | Katyń       |
| Wiecheć Karol            | ppor. rez.           |                    | Godyla SA w Katowicach               | Katyń       |
| Wisełka Paweł            | ppor. rez.           | urzędnik           | pracował w Katowicach                | Katyń       |
| Witosza Ludwik           | ppor. rez.           | nauczyciel         |                                      | Katyń       |
| Wolf Emilian Józef       | por. rez.            |                    | Huta „Pokój” w Katowicach            | Katyń       |
| Wowra Jan                | ppor. rez.           | nauczyciel         | szkoła w Jaworzu Dolnym              | Katyń       |
| Zahraj Teodor            | ppor. rez.           | urzędnik           |                                      | Katyń       |
| Żgoll Henryk             | ppor. rez.           | urzędnik           | Urząd Pocztowy w Rybniku             | Katyń       |
| Bielec Alfred            | podporucznik rezerwy | inżynier leśnik    |                                      | Charków     |
| Broda Karol              | podporucznik rezerwy | nauczyciel         | szkoła w Trzyńcu                     | Charków     |
| Chudziak Zygmunt         | podporucznik rezerwy |                    | instruktor JHP                       | Charków     |
| Gluza Paweł              | podporucznik rezerwy | nauczyciel         |                                      | Charków     |
| Hroboni Zbigniew         | porucznik rezerwy    |                    |                                      | Charków     |
| Janica Emil              | podporucznik rezerwy |                    | wicestarosta w Chorzowie             | Charków     |
| Kożdoń Walter            | podporucznik rezerwy |                    |                                      | Charków     |
| Markiel Józef            | podporucznik rezerwy | prawnik, dr praw   | Sąd Powiatowy w Jabłonkowie          | Charków     |
| Niemczyk Ignacy          | podporucznik rezerwy | nauczyciel         |                                      | Charków     |
| Olszowski Rudolf         | podporucznik rezerwy | technik chemik     |                                      | Charków     |
| Niezgoda Stanisław       | ppor. rez            | inspektor          | Urząd Woj. w Krakowie                | ULK         |
| Krzyżanowski Włodzimierz | porucznik rezerwy    | prawnik            | praktyka w Pińczowie                 | Kalinin     |
| Szemla Józef             | podporucznik rezerwy | prawnik            | zam. w Opocznie                      | Kalinin     |

## Symbole pułku
Sztandar

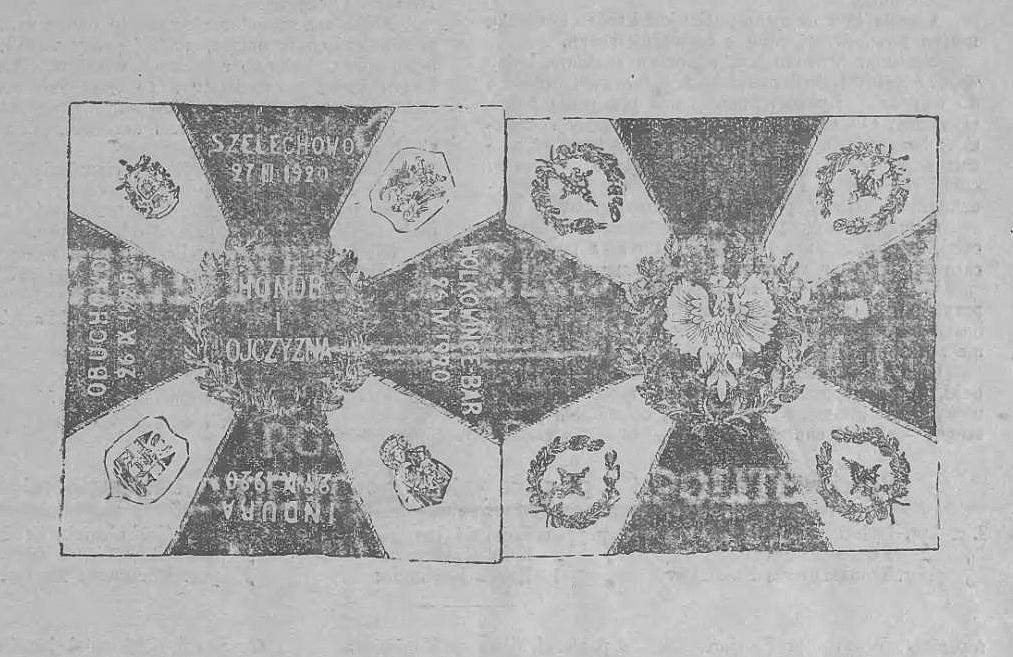
Sztandar pułku

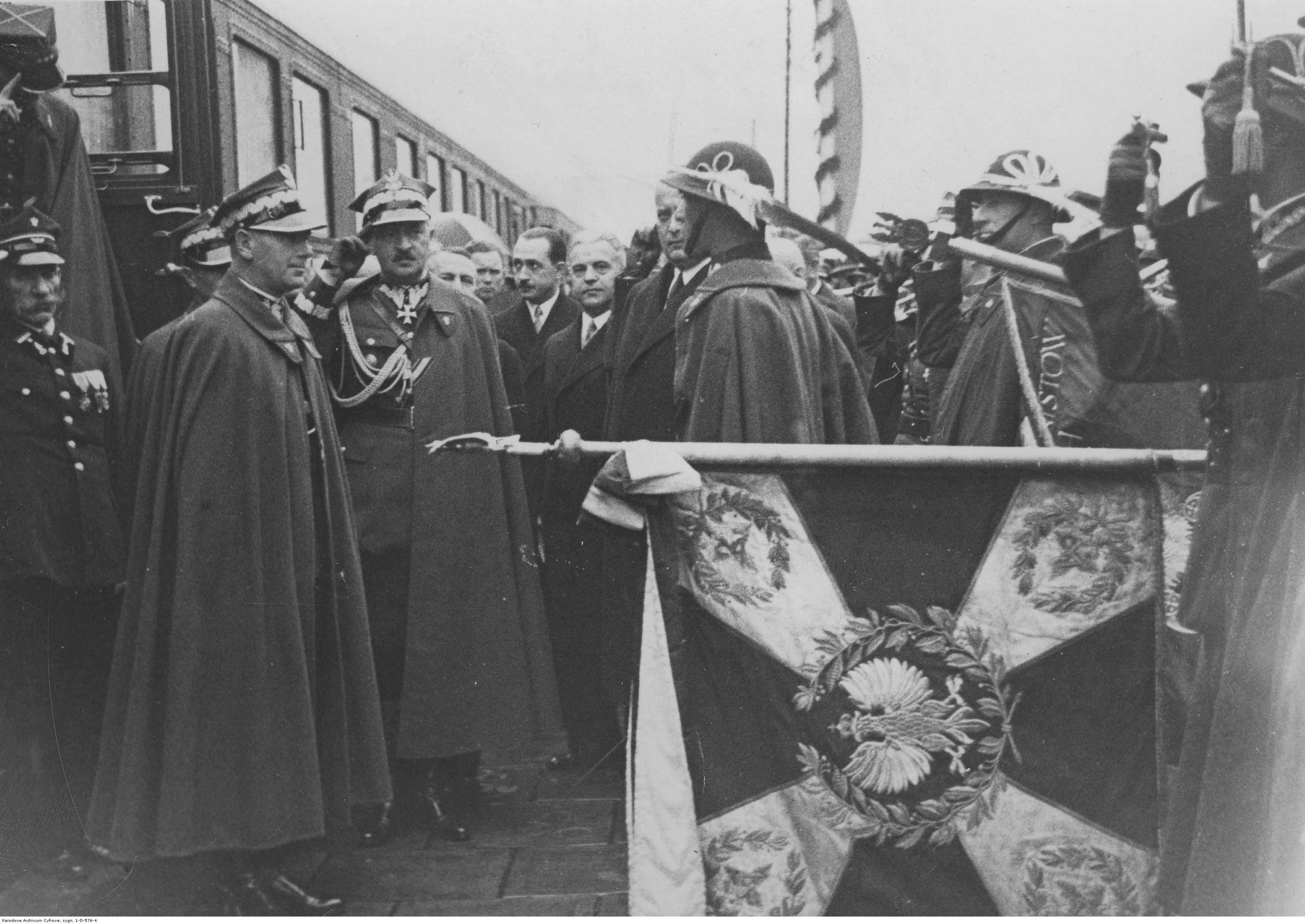
Gen. Edward Rydz-Śmigły przyjmuje raport od oficera 4 pspodh. na peronie stacji w Zebrzydowicach po powrocie z wizyty oficjalnej we Francji. Na pierwszym planie sztandar pułku; wrzesień 1936

Nadanie sztandaru i zatwierdzenie jego wzoru ujęte zostało w Dzienniku Rozkazów MSWojsk. z 1924, nr 37, poz. 544. Sztandar, ufundowany przez społeczeństwo powiatu cieszyńskiego, wręczył pułkowi gen. dyw. Mieczysław Kuliński w Cieszynie 5 października 1924.
Wrześniowe losy sztandaru
1 września sztandar znajdował się na wozie kancelarii pułku pod opieką kwatermistrza kpt. Szczepana Orłowskiego i płatnika kpt. Władysława Kronholda.
Na odcinku Cieszyn-Bielsko sztandar i kasę przepakowano do prywatnego samochodu osobowego.
W czasie bitwy pod Tomaszowem sztandar znajdował się w grupie taborowej pułku. Po przegranych walkach, późnym wieczorem 20 września grupa kwatermistrza pułku nocowała na skraju wsi o nieustalonej nazwie. Zagrożeni okrążeniem żołnierze zakopali sztandar, ale w wyniku dalszych działań dostali się do niemieckiej niewoli. Po wojnie sztandaru nie odnaleziono.
2 maja 2025 roku Muzeum 4 Pułku Strzelców Podhalańskich w Cieszynie poinformowało o odnalezieniu pod Tomaszowem Lubelskim, proporca mistrzowskiego 21 Dywizji Piechoty Górskiej oraz szarfy ze sztandaru 4 Pułku Strzelców Podhalańskich, które został najprawdopodobniej ukryte przez grupę żołnierzy pod dowództwem kpt. Władysława Kronholda.
Odznaka pułkowa
Zatwierdzona w Dzienniku Rozkazów Ministerstwa Spraw Wojskowych nr 23, poz. 285 z 31 lipca 1931.
Odznaka ma kształt okrągłej, granatowo emaliowanej tarczy otoczonej srebrnym wieńcem laurowo-jedlinowym. Na tarczy znajduje się swastyka emaliowana na biało na którą wpisano numer i inicjały 4 PSP. W środku krzyża godło wz. 1927, na tarczy – słońcu, od której odchodzą pęki promieni. Na rewersie odznaki wpisano nazwy pól bitewnych SZELECHOWO 27 III 1920, WOŁKOWIŃCE, BAR 26 IV 1920, INDURA – 24 IX 1929, OBUCHOWO – 26 IX 1920 oraz datę i miejsce powstania pułku LURE – 26 V 1919. Dwuczęściowa – oficerska, wykonana w srebrze, emaliowana, łączona czterema nitami, na rewersie numerowana. Wymiary: 38 mm; wykonanie: Adam Nagalski – Warszawa.

## Upamiętnienie

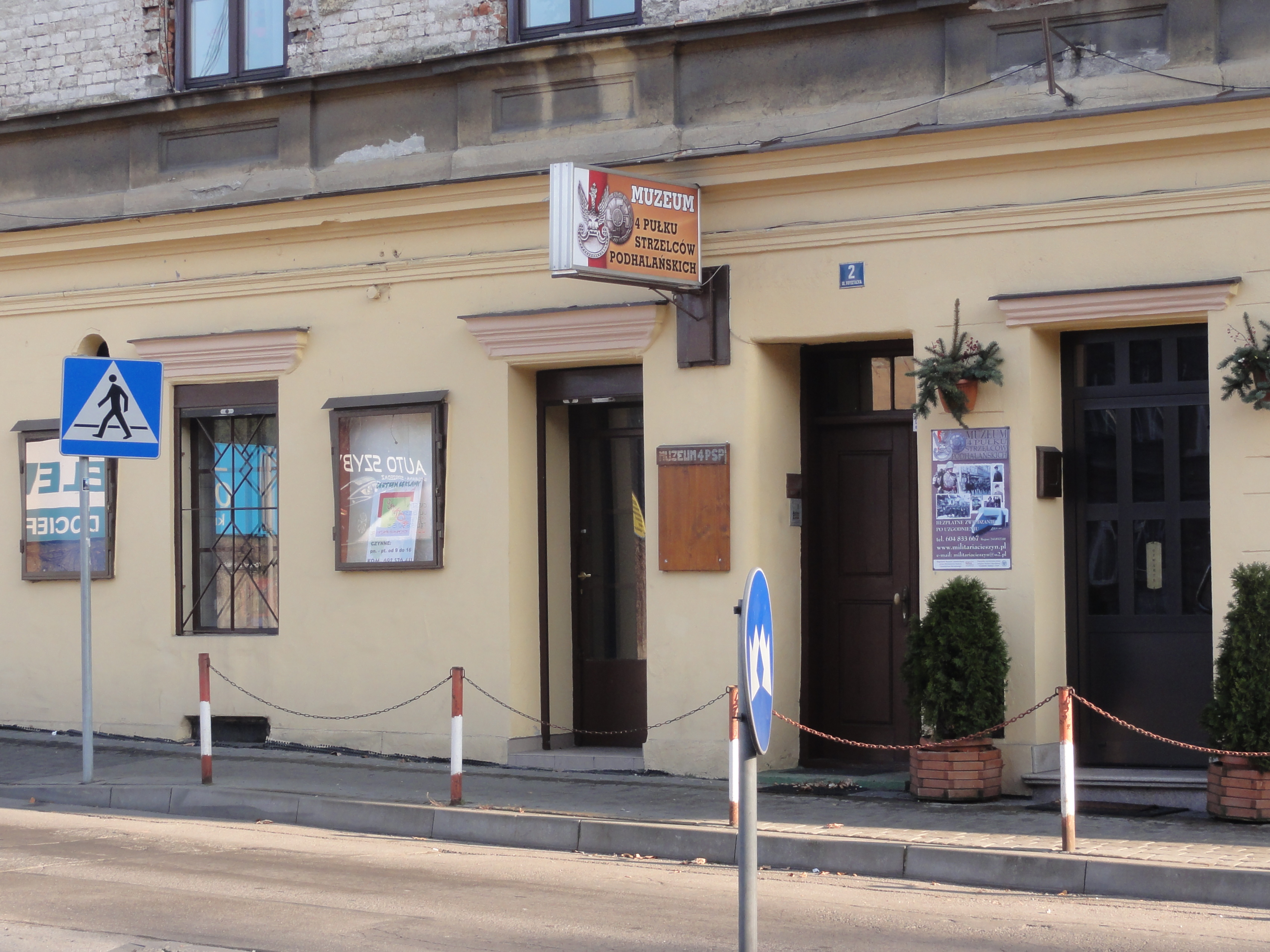
Muzeum 4 pspodh. w Cieszynie